# Watanabeopetalia usignata
Watanabeopetalia usignata е вид водно конче от семейство Cordulegastridae.

## Разпространение
Видът е разпространен в Китай (Съчуан и Шънси).